# Gregory Chamitoff
Gregory Errol Chamitoff (ur. 6 sierpnia 1962 w Montrealu) – inżynier, geolog, amerykański astronauta.

## Kariera astronauty i praca w NASA
- 1995 – praca w Centrum Lotów Kosmicznych imienia Lyndona B. Johnsona jako inżynier przy tworzeniu oprogramowania dla Centrum Kontroli Misji.
- 1998 – został wybrany do 17 grupy astronautów NASA.
- 2002 – jako członek misji NEEMO-3(inne języki) przebywał 9 dni w podwodnym laboratorium Aquarius.
- 2007 – przydział do załogi Ekspedycji 17 na ISS.
- 2008 – 31 maja wystartował w kierunku Międzynarodowej Stacji Kosmicznej z załogą misji STS-124. Na Ziemię powrócił w listopadzie 2008 razem z astronautami wyprawy STS-126.
- 2009 – 11 sierpnia wyznaczony został do lotu STS-134 jako specjalista misji[1].
- 2011 – 16 maja rozpoczął swój drugi lot kosmiczny w misji STS-134. Na Ziemię powrócił 1 czerwca 2011.

## Odznaczenia i nagrody
- Medal NASA za Wybitną Służbę (medal NASA przyznawany za wybitne zasługi)
- Medal za Lot Kosmiczny
- NASA Silver Snoopy Award
- NASA/USA Space Flight Awareness Award
- AIAA Technical Excellence Award
- Cal Poly Honored Alumni Award
- Medal „Za zasługi w podboju kosmosu” (medal przyznany przez Prezydenta Federacji Rosyjskiej w 2011 roku)[2]
- Universal Astronaut Insignia za lot orbitalny (nr 479) – Stowarzyszenie Uczestników Lotów Kosmicznych (Association of Space Explorers(inne języki))[3]

## Ciekawostki
13 sierpnia 2008 r. Chamitoff zwyciężył w pierwszej partii szachowej, rozegranej pomiędzy zawodnikami przebywającymi na Ziemi i w przestrzeni kosmicznej.

## Wykaz lotów

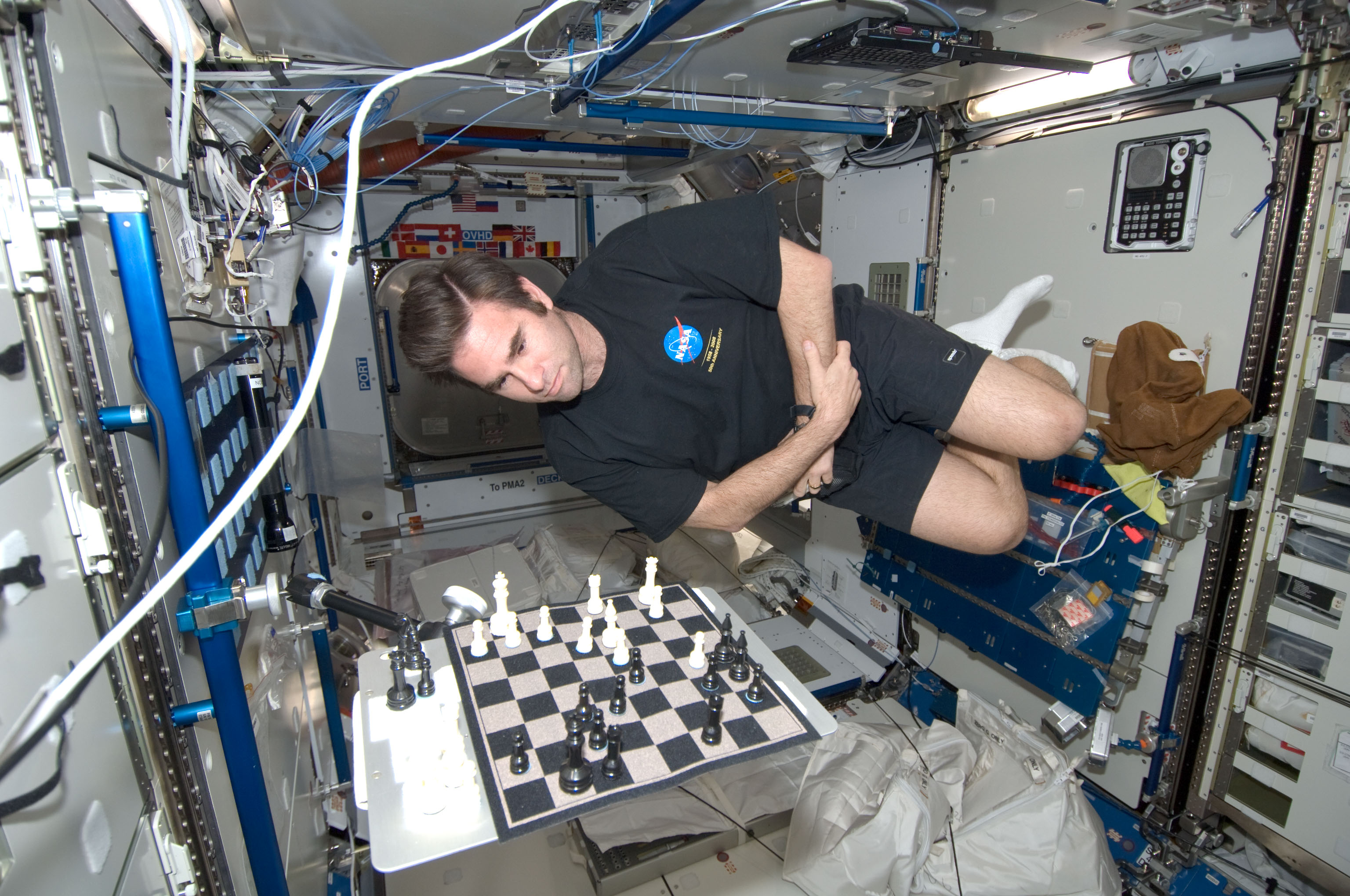
Podczas rozgrywania partii szachów

| Loty kosmiczne, w których uczestniczył Gregory E. Chamitoff               | Loty kosmiczne, w których uczestniczył Gregory E. Chamitoff | Loty kosmiczne, w których uczestniczył Gregory E. Chamitoff | Loty kosmiczne, w których uczestniczył Gregory E. Chamitoff | Loty kosmiczne, w których uczestniczył Gregory E. Chamitoff | Loty kosmiczne, w których uczestniczył Gregory E. Chamitoff | Loty kosmiczne, w których uczestniczył Gregory E. Chamitoff |
| Lp.                                                                       | Data startu                                                 | Statek kosmiczny                                            | Data lądowania                                              | Statek kosmiczny                                            | Funkcja                                                     | Czas trwania                                                |
| ------------------------------------------------------------------------- | ----------------------------------------------------------- | ----------------------------------------------------------- | ----------------------------------------------------------- | ----------------------------------------------------------- | ----------------------------------------------------------- | ----------------------------------------------------------- |
| 1                                                                         | 31 maja 2008                                                | STS-124 Discovery F-35                                      | 30 listopada 2008                                           | STS-126 Endeavour F-22                                      | Specjalista misji oraz członek Ekspedycji 17                | 183 dni 22 minuty i 54 sekundy.                             |
| 2                                                                         | 16 maja 2011                                                | STS-134 Endeavour F-25                                      | 1 czerwca 2011                                              | STS-134 Endeavour F-25                                      | Specjalista misji                                           | 15 dni 17 godzin 38 minut i 23 sekundy.                     |
| Łączny czas spędzony w kosmosie – 198 dni 18 godzin 1 minuta i 17 sekund. |                                                             |                                                             |                                                             |                                                             |                                                             |                                                             |